# Victor Parein
Victor Joannes Josephus Parein (Dranouter, 19 december 1885 - Ranst, 30 april 1966) was een Belgisch bestuurder.

## Biografie
Victor Parein groeide op in een landbouwersgezin en doorliep zijn humaniora aan het college te Tielt. Vervolgens volgde hij een voorbereidend jaar aan het Sint-Lievenscollege te Gent alvorens zijn studies van burgerlijk ingenieur aan de Katholieke Universiteit Leuven aan te vatten. Hij studeerde er af in 1912.
In 1913 ging hij aan de slag als ingenieur op het Bureau d'études Eug. François te Brussel. Hierop aansluitend werd hij werkzaam op de Boerenbond als hoofd van de technische dienst. In 1925 werd hij voorzitter van deze organisatie in opvolging van Joris Helleputte. Vanuit deze hoedanigheid was hij onder meer verantwoordelijk voor de oprichting van de olieperserij en bloemmolens te Merksem. Hij werd in de hoedanigheid van voorzitter van deze organisatie opgevolgd door Gilbert Mullie.
Van 1937 tot 1946 was Parein vervolgens beheerder en van 1937 tot 1944 tevens voorzitter van het bestendig comité van de Nationale Maatschappij der Belgische Spoorwegen (NMBS). Onder zijn bestuur vond onder andere de elektrificatie van de spoorlijn Brussel-Antwerpen plaats. Ook was Parein vanaf hij beheerder van Gevaert Photo-producten. In 1946 werd hij afgevaardigd beheerder en ondervoorzitter van deze onderneming en in 1948 afgevaardigd beheerder en voorzitter. Na de fusie van Gevaert met het Duitse Agfa - waarvan hij de promotor was - in 1964 werd hij commissaris van Agfa-Gevaert. Voorts was hij beheerder van verschillende vennootschappen, waaronder de UCB, Air Liquide, ESMA, Le Bon Grain des Hayettes, Welvaert en Pont-Brulé.
Daarnaast was hij onder meer voorzitter van de Federatie Chemische Nijverheid van België (FCN), voorzitter van het college van censoren van de Nationale Bank van België, beheerder en ondervoorzitter van de Belgische Dienst voor Buitenlandse Handel, ondervoorzitter van de Hoge Raad voor de Nijverheidseigendom, lid van de algemene raad van de Katholieke Universiteit Leuven (1926-1965), beheerder van het Nationaal Fonds voor Wetenschappelijk Onderzoek, beheerder van het Vlaams Economisch Verbond (VEV) en ondervoorzitter (1953-1955) en vervolgens voorzitter (1955-1957) van de Koninklijke Vlaamse Ingenieursvereniging (KVIV). 